# Acacia forrestiana
Acacia forrestiana là một loài thực vật có hoa trong họ Đậu. Loài này được E.Pritz. miêu tả khoa học đầu tiên.

## Phân loại học
Loài này được mô tả chính thức lần đầu tiên vào năm 1904 bởi nhà thực vật học Ernst Georg Pritzel trong tác phẩm giữa Pritzel và Ludwig Diels Fragmenta Phytographiae Australiae occidentalis. Beitrage zur Kenntnis der Pflanzen Westaustraliens, ihrer Verbreitung und ihrer Lebensverhaltnisse as published in Botanische Jahrbucher fur Systematik, Pflanzengeschichte und Pflanzengeographie. Loài này được phân loại lại Racosperma forrestianum năm 2003 bởi Leslie Pedley sau đó chuyển lại vào chi Acacia trong năm 2006.
A. forrestiana có quan hệ gần gũi với Acacia huegelii.
Mẫu điển hình được thu thập bởi Ludwig Diels gần Dandaragan năm 1901.